# الصيرات (بعدان)

تعديل مصدري - تعديل

الصيرات هي إحدى قرى عزلة ضابي بمديرية بعدان التابعة لمحافظة إب، بلغ تعداد سكانها 478 نسمة حسب تعداد اليمن لعام 2004.